# Luigi Diberti
Luigi Diberti, né à Turin le 29 septembre 1939 est un acteur et doubleur de voix italien.

## Biographie
Après être sorti diplômé de l'Académie nationale d'art dramatique, Luigi Diberti commence à réciter au théâtre. En 1968, il fait la connaissance de Luca Ronconi, lequel lui confie le rôle de Ruggero dans l'adaptation théâtrale de l'Orlando furioso de Ludovico Ariosto.
À partir des années 1970, il participe à des films et à des séries télévisées comme La Mafia dans le rôle d' Ettore Salimbeni. 
Il continue néanmoins sa carrière au théâtre ; dans les années 1980, il est au Piccolo Teatro de Giorgio Strehler.
Luigi Diberti a travaillé avec les réalisateurs Édouard Molinaro, Dario Argento, Cristina Comencini, Gabriele Muccino, Lina Wertmüller, Michelangelo Antonioni, Pupi Avati, Ferzan Özpetek et Elio Petri.
En 2008, il joue dans Tutti pazzi per amore et continue lors des saisons 2 et 3 (2010 et 2011 / 2012).

## Filmographie partielle

### Cinéma
- 1968 : I visionari de Maurizio Ponzi
- 1970 : Metello de Mauro Bolognini
- 1971 : La classe ouvrière va au paradis (La classe operaia va in paradiso) d'Elio Petri
- 1972 :
  - Chronique d'un homicide (Imputazione di omicidio per uno studente) de Mauro Bolognini
  - Mimi métallo blessé dans son honneur (Mimì metallurgico ferito nell'onore) de Lina Wertmüller
  - Beau Masque de Bernard Paul
  - Les ordres sont les ordres (Gli ordini sono ordini) de Franco Giraldi
- 1973 : Le Témoin à abattre (La polizia incrimina, la legge assolve) d'Enzo G. Castellari
- 1974 : Chacun à son poste et rien ne va (Tutto a posto e niente in ordine) de Lina Wertmüller
- 1975 :
  - Liberté, mon amour ! (Libera, amore mio!) de Mauro Bolognini
  - La banca di Monate de Francesco Massaro
- 1977 :
  - L'Emmurée vivante (Sette note in nero) de Lucio Fulci
  - La Maîtresse légitime (Mogliamante) de Marco Vicario
  - Les Nouveaux Monstres (I nuovi mostri) de Dino Risi - épisode Tantum ergo
- 1978 : Le Dernier Souffle (L'ultimo sapore dell'aria) de Ruggero Deodato
- 1980 : Le Mystère d'Oberwald (Il mistero di Oberwald) de Michelangelo Antonioni
- 1986 : Storia d'amore de Francesco Maselli
- 1988 : Ultimo minuto de Pupi Avati
- 1990 : Il segreto de Francesco Maselli
- 1992 : Il caso Martello de Guido Chiesa
- 1993 : Magnificat de Pupi Avati
- 1995 :
  - Poliziotti de Giulio Base
  - Nemici d'infanzia de Luigi Magni
- 1996 :
  - Le Syndrome de Stendhal (La sindrome di Stendhal) de Dario Argento
  - Va où ton cœur te porte (Va' dove ti porta il cuore) de Cristina Comencini
  - Isotta de Maurizio Fiume
- 1997 : Pour l'amour de Roseanna (Roseanna's Grave) de Paul Weiland
- 1998 : Sotto la luna de Franco Bernini
- 1999 : 
  - Guardami de Davide Ferrario
  - Un uomo perbene de Maurizio Zaccaro
- 2000 :
  - Tobia al caffè de Gianfranco Mingozzi
  - Si fa presto a dire amore de Enrico Brignano et Bruno Nappi
- 2001 : Juste un baiser (L'ultimo bacio) de Gabriele Muccino
- 2002 :
  - Emma sono io de Francesco Falaschi
  - Il trasformista de Luca Barbareschi
- 2003 :
  - Poco più di un anno fa - Diario di un pornodivo de Marco Filiberti
  - Amorfù, regia di Emanuela Piovano
  - Sei pezzi facili de Daniele Basilio - épisode Le mani in faccia
- 2004 : Tartarughe sul dorso de Stefano Pasetto
- 2007 :
  - Saturno contro de Ferzan Özpetek
  - Come tu mi vuoi de Volfango De Biasi
- 2008 : Une histoire italienne (Sanguepazzo) de Marco Tullio Giordana
- 2009 : Scontro di civiltà per un ascensore a Piazza Vittorio de Isotta Toso
- 2016 : Abbraccialo per me de Vittorio Sindoni
- 2017 : Cose che succedono d'Augusto Fornari

### Télévision
- 1972 : I demoni – mini-série TV
- 1975 : La brace dei Biassoli de Giovanni Fago – film TV
- 1977 : Il passatore – mini-série TV
- 1981 : Au bon beurre téléfilm Franco-Italien en deux parties
- 1985 : Un uomo in trappola – série TV
- 1989 - 1992:La Mafia (La piovra) , mini-série TV
- 1998 :
  - Un sacré détective (Il maresciallo Rocca 2) – série TV
  - Doppio segreto – mini-série TV
- 1999 : Il mistero del cortile de Paolo Poeti – film TV
- 2000 :
  - San Giovanni - L'apocalisse – mini-série TV
  - Don Matteo – série TV, episodio Una banale operazione
  - Il rumore dei ricordi de Paolo Poeti
  - Padre Pio - Tra cielo e terra – miniserie TV
- 2002 :
  - Le ragioni del cuore – mini-série TV
  - Incompreso d'Enrico Oldoini – film TV
- 2004 :
  - Part Time d'Angelo Longoni – film TV
  - Amanti e segreti – mini-série TV
  - Noi – mini-série TV
- 2005 : Un anno a primavera d'Angelo Longoni – film TV
- 2006 : Les Destins du cœur (Incantesimo) – série TV
- 2007 :
  - Caravaggio – mini-série TV
  - Chiara e Francesco – mini-série TV
  - Tutti i rumori del mondo de Tiziana Aristarco – film TV
- 2008 :
  - Einstein – mini-série TV
  - Tutti pazzi per amore – série TV, 51 episodi (2008-2012)
- 2009 : Apparitions – mini-série TV
- 2012 : Il tredicesimo apostolo - Il prescelto – série TV, 12 épisodes (2012-2014)
- 2013 : Squadra antimafia 5 – série TV
- 2016 :
  - Fuoco amico TF45 - Eroe per amore de Beniamino Catena – série TV, 3 épisodes
  - Les Médicis : Maîtres de Florence (Medici: Masters of Florence) – série TV.